# Platja del Far
La platja del Far és una platja urbana del municipi de La Ràpita (Montsià), situada a la badia dels Alfacs, al costat del far de la Ràpita. Està delimitada per espigons, que la separen de la platja de les Delícies, a ponent, i la platja de la Senieta, a llevant. Té una longitud de 97 metres i una amplada mitjana de 23 metres, formada per sorra fina i daurada. Situada al costat del passeig marítim, disposa de dutxes i neteja diària.